# Blanket
En blanket er et dokument med fortrykt tekst og angivne felter, der skal udfyldes af et menneske ved skrivning. En blanket kan udfyldes i hånden eller på skrivemaskine. I nyere tid er blanketter også blevet elektroniske, og kan udfyldes på en computer eller skrives ud.
Blanketter af samme slags har den samme fortrykte tekst, dog kan et serienummer variere, hvis den er trykt med en nummeratør.
Ideen med anvendelsen af blanketter er, at udfylderen tvinges til at tage stilling til alle relevante spørgsmål, og at modtageren får sine oplysninger i en rimeligt struktureret form. Ligeledes er det ikke nødvendigt for brugeren at skrive så meget, da han kun skal svare på spørgsmålene. En blanket har ofte også fortrykt en vejledning til udfyldelsen. Felterne på en blanket er ofte samlet i grupper for at øge overskueligheden. Dette kan f.eks. være gjort med rammer eller med tonede områder bag hver gruppe. Konstruktionen af en blanket kræver grundige overvejelser for at sikre, at man får alle relevante oplysninger med, og at brugeren forstår spørgsmålene. Ligeledes skal der tages hensyn til læseligheden, også af de udfyldte oplysninger (der skal være plads nok).
Blanketter beregnet til at skulle udfyldes på skrivemaskine skal layoutes, så linjeafstand og antal positioner passer med en skrivemaskine. Blanketter, der skal udfyldes i hånden, stiller andre krav til layoutet.
Blanketter kan være udformet som flere sammenklæbede ark, hvor det skrevne enten vha. karbonpapir eller ved brug af selvkopierende papir gentages på de øvrige ark, der så kommer til at fungere som kopier, hvis der er behov for kopier i arbejdsgangen, evt. en kopi til udfylder. Sådanne blanketter med gennemslag kan udfyldes på visse typer printere som f.eks. matrix-printere.
Blanketter er i dag ofte trykt med sort farve, da de så uden videre kan printes på en kontorprinter og i øvrigt er billige, men blanketter trykt i én farve findes stadig og var tidligere meget udbredte. En hyppigt anvendt trykfarve var blanketgrøn.
Elektroniske blanketter til brug på internettet kan opbygges i html og indsendes direkte. Blanketter kan også skabes som PDF-filer med felter til udfyldelse på skærmen. Blanketfilen kan derpå sendes over nettet eller printes ud hos brugeren og sendes med posten.

## Blanketter i populærkulturen
Det britiske band UB40 er opkaldt efter en blanket, som arbejdsløse skulle udfylde.
sendes med posten.